# Seaboard Coast Line Railroad
Le Seaboard Coast Line Railroad (sigle AAR: SCL) était un chemin de fer américain de classe I, issu de la fusion du Seaboard Air Line Railroad et de l'Atlantic Coast Line Railroad. Il opéra de 1967 à 1982 entre la Virginie et la Floride, avant de fusionner la plupart des compagnies du Family Lines System pour constituer le Seaboard System Railroad.

## Les origines
Après 9 ans de pourparlers, le Seaboard Air Line Railroad (SAL ou Seaboard) et l'Atlantic Coast Line Railroad (ACL ou Coast Line), fusionnèrent le 1er juillet 1967 pour donner naissance au Seaboard Coast Line Railroad (SCL). La compagnie comptait 23000 employés [1] et son réseau atteignait 16 090 km de long.

## Les fusions
En 1969 fut constituée la holding de tête Seaboard Coast Line Industries qui contrôlait le SCL et le Louisville and Nashville Railroad (L&N). En 1971, le puissant Louisville & Nashville fut entièrement sous contrôle. En 1972 le Seaboard Coast Line et le Louisville and Nashville Railroad commencèrent leurs marketing commun sous le nom Family Lines System et inclurent aussi leurs filiales : Georgia Railroad, Atlanta and West Point Railroad, Clinchfield Railroad et Western Railway of Alabama. Malgré le nom et le logo commun, Family Lines, ces compagnies continuèrent d'opérer séparément.
Le 1er novembre 1980, la holding  Seaboard Coast Line Industries fusionna avec la holding Chessie System pour former la nouvelle holding CSX Corporation.
Le 29 décembre 1982, le SCL, le L&N ainsi que les autres petites compagnies intégrées au Family Lines System (excepté l'Atlanta & West Point Railroad et le Western Railway of Alabama), fusionnèrent pour donner naissance au Seaboard System Railroad (SBD), dont l'activité débuta officiellement le 1er janvier 1983.
Le SBD absorba l'Atlanta & West Point Railroad en juin 1986.
Le 1er juillet 1986, le CSXT absorba le SBD. Le 31 août 1987, le CSXT  fusionna le Chesapeake and Ohio Railway (C&O) dernier survivant du Chessie System. Le CSX finit par absorber le Western Railway of Alabama en décembre 2002.

## Le Juice Train: un modèle de compétitivité
En 1970, le Seaboard Coast Line railroad fut la première compagnie à faire rouler le fameux Juice Train de Tropicana. Une fois par semaine, ce train de 1,6 km de long et transportant 3,8 millions de litres de jus d'orange, reliait Bradenton, Floride, à Kearny, New Jersey, dans la périphérie de New York City. Aujourd'hui, optimisé par CSX Transportation, le Juice Train de CSX concurrence durement les camions dans le transport des périssables.

## Les divisions
Jacksonville 
Tampa 
Waycross 
Florence 
Atlanta 
Rocky Mount 
Savannah 
Raleigh 
CN&L 
GM Railroad

## Traduction
- (en) Cet article est partiellement ou en totalité issu de l’article de Wikipédia en anglais intitulé « Seaboard Coast Line Railroad » (voir la liste des auteurs).